# 삼성어린이박물관
삼성어린이박물관(三星어린이博物館, Samsung Children's Museum)은 삼성문화재단이 대한민국 서울특별시 송파구에서 1995년부터 2014년까지 운영했던 어린이 박물관이다.

## 역사
삼성어린이박물관은 서울특별시 송파구 신천동 7-26(도로명:올림픽로35다길 32)에 위치했던 장소로 1995년 5월 5일 어린이날에 개관했다. 당시 전시 면적 410평 규모에 총 8개 영역에서 60여 개의 전시물을 전시했는데, 전시물을 만질 수 없었던 다른 박물관과는 달리 삼성어린이박물관은 전시물을 만지고 체험하는 대한민국 최초의 체험식 박물관이라는 점에 큰 호응을 얻었고, 개관 석 달 만에 관람객 수 10만 명을 돌파했다. 그해 12월에는 기획 도서와 가이드 북이 발간되었다.
이듬해 1996년 1월에는 삼성 어린이 박물관의 뉴스 레터인 《우리끼리》가 창간되었고, 회원제를 실시했으며, 1999년 11월에는 삼성 어린이 박물관의 공식 웹사이트가 개설됐다. 이후 2001년 웹사이트가 개편되었고, 2005년 리뉴얼하였다. 2001년에는 '쾌적한 환경 유지와 어린이들의 안전'을 이유로 입장 인원을 적정 수로 제한하고, '입장권 예매제'가 실시되었다. 2003년에는 유네스코 한국 위원회에서 내방하기도 했으며, 2006년에는 누계 관람객 400만 명을 돌파해 기념 사은 행사를 하기도 했다.
하지만, 2013년에 삼성문화재단이 서울어린이대공원 근처에 있는 서울상상나라를 위탁 운영하면서 그 기능이 중복되어, 2014년 5월 28일부로 폐관하였다.

### 수상 실적
- 1997년 12월 : 보건복지부 장관 표창 수상
- 1999년 5월 : 한국박물관학회 주관 행사에서 우수박물관으로 선정, 수상 및 사례 발표
- 2004년 12월 : 송파구청, 지역 보육 발전에 기여한 공로로 감사패 수상

## 전시 방식
삼성 어린이 박물관은 4층 건물 전체에 각각 다른 전시장을 배치해 두고 있으며, 그 내용은 일정 기간마다 바뀐다. 가끔 특정한 전시 행사를 기획해 일정 기간 동안 열기도 한다. 또한 삼성 어린이 박물관에서 전시하던 전시물을 지방 순회전을 열어 지방의 다른 박물관에도 전시될 수 있도록 협조하기도 한다.

## 교육 프로그램
삼성 어린이 박물관에서는 전시뿐만 아니라 교육 프로그램도 운영하고 있다. 인형극, 음악극 등 각종 공연, 실험, 만들기 등의 행사를 일정 기간 동안 여는데 특정 시간, 장소에서 열어 참가비를 내는 조건으로 참가할 수 있다. 이 밖에도 영유아, 초등학생 저학년 어린이를 위한 〈스쿨 프로그램〉도 있으며, 역시 수업료를 받고 정원에 맞춰 받는 방식으로 운영하고 있다. 현재 운영 중인 스쿨 프로그램은 '영유아 놀이 스쿨, 유아 아트 스쿨, 키즈 놀이 스쿨, 사이언스 스쿨' 총 4가지이며, 각 프로그램마다 수업에 참가할 수 있는 어린이들의 나이에 제한을 두고 있으며, 수업 내용도 각각 다르다.